# Lukovek
Lukovek je gručasta vas v občini Trebnje. Leži v dolenjskem podolju, vzhodno od Trebnjega. Stoji na nizki vzpetini nad Lukovškim potokom, ki ponika v vasi Jezero onstran regionalne ceste Trebnje - Novo mesto.
V vasi je približno 30 hiš s 110 prebivalci. Nekaj je obrtnikov, 3 kmetije, ostali pa imajo službe v Trebnjem, Novem mestu ali Ljubljani. Na območje Lukovka spadajo tudi vinske gorice Skrovnica, Ječkovec in Zvale, kjer vinogradniki pridelujejo cviček, dolenjsko rdeče in belo vino, ter druga sortna vina.
Osrednji zgradbi v vasi sta cerkev sv. Jurija, ki je zgrajena v baročnem slogu, in gasilski dom. V vasi je bila včasih tudi trgovina.  
Najstarejša ohranjena pisna omemba vasi Lukovek je v protokolih patriarhalne pisarne Gubertina da Novata, notarja oglejskega patriarhata. Dne 18. februarja 1358 je oglejski patriarh Nikolaj Luksemburški podelil v fevd Juriju, sinu Janeza Trebanjskega (de Treuen), del vasi Lukovek (in Luco sitam prope villa de Treuen). 
V bližnjem gozdu Lojšč je v preteklosti stal grad, ki ga je po legendi imel v posesti graščak Luka, po katerem se Lukovek tudi imenuje. Nekoč je sredi vasi stala lipa, kjer so se zbirali in družili vaščani. 
V vasi je aktivna lokalna skupnost; vsako leto za materinski dan najmlajši vaščani pripravijo mamam predstavo, tudi gasilsko društvo Lukovek je v zadnjih letih poželo mnogo uspehov tako z državnih kot z regijskih tekmovanj. Vaščani se zbirajo tudi na vsakoletni čistilni akciji.